# Urica
Urica és la capital de la parròquia del mateix nom situada a 45 km al sud-est del poblat de Santa Inés, en l'estat Anzoátegui a Veneçuela.
Es localitza en les coordenades geogràfiques: 09° 43’ 00” de latitud Nord i 64° 00’ 30” de Longitud Oest. Va ser fundada pels espanyols a mitjan segle xviii sobre una planicie banyada per les aigües del Riu Urica i el Riu Amana, envoltada dels llocs de cria pecuària de major fama en Anzoátegui i coneguda com a gran productora de fruits menors.
En aquesta població van tenir lloc memorables accions de guerra tals com les de José Félix Ribas i José Francisco Bermúdez contra José Tomás Boves. El 12 de setembre de 1814 es va donar la Batalla de Curareque; el 5 de desembre d'aquest mateix any la cèlebre Batalla de Urica en la qual va morir Boves i per això té la seva tomba al poble. El 27 d'abril de 1870 es va donar la Batalla de Altagracia, i el 20 de febrer de 1902, la batalla del Puente.
En 1879, per disposició del Congrés Nacional de la República, és creat el Gran Estat d'Orient, la capital del qual seria Urica. Aquesta divisió polític territorial que, en el seu moment va estar conformat pels actuals estats Anzoátegui, Sucre i Monagas, es va mantenir vigent fins a 1881 quan va rebre el nom d'Estat Bermúdez, para, en 1898, finalment adoptar la denominació d'Estat Sucre.